# ناحیه ژیرارد، میشیگان
ناحیه ژیرارد (به انگلیسی: Girard Township) یک منطقهٔ مسکونی در ایالات متحده آمریکا است که در شهرستان برنچ، میشیگان واقع شده‌است.
 ناحیه ژیرارد ۹۳٫۷ کیلومتر مربع مساحت و ۱٬۷۸۰ نفر جمعیت دارد و ۲۹۲ متر بالاتر از سطح دریا واقع شده‌است.